# H-II
El H-II fue el primer cohete pesado japonés desarrollado enteramente con tecnología nacional. Sus antecesores, el lanzador N-1 y el H-I, habían usado tecnología estadounidense, y el Mu-V se considera un cohete para cargas pequeñas.
El programa se inició en 1984 y el primer vuelo se efectuó en 1994. Hasta 1997, el H-II se había lanzado cinco veces, todas con éxito. No obstante, los elevados costes de lanzamiento, unos 190 millones de dólares por unidad, propugnaron el desarrollo de un nuevo cohete, el H-IIA. En 1998 y 1999 se produjeron los dos únicos fallos en vuelo del H-II (vuelos n.º 7 y n.º 8), provocando la cancelación definitiva del H-II.

## Características
- Capacidad de carga:
  - Órbita baja: 10.060 kg (200 km, 30'40º)
  - Órbita de transferencia geostacionaria: 3.930 kg
- Etapas: 2
  - Primera etapa:
    - Aceleradores H-2-0: motor H-2-0, combustible sólido, potencia 1.077.996 kN.
    - Etapa principal H-2-1: motor LE-7, hidrógeno-oxígeno, potencia 1.077.996 kN.

  - Segunda etapa H-2-2: motor LE-5A, hidrógeno-oxígeno, potencia 121.500 kN.

| Predecesor: H-I | Lanzadores japoneses | Sucesor: H-IIA |